# Willesden Green (metrostation)
Willesden Green is een bovengronds station van de metro van Londen aan de Jubilee Line. Het metrostation, dat in 1879 is geopend, ligt in de wijk Willesden.

## Geschiedenis
De Metropolitan Railway (MR), de latere Metropolitan Line, opende Willesden Green op 24 november 1879 als eindpunt van haar lijn vanaf Swiss Cottage naar het westen. Het station had toen twee zijperrons langs de dubbelsporige lijn die op 2 augustus 1880 verder naar het westen werd doorgetrokken. De lijn werd in de 25 jaar daarna aan de westkant meerdere keren vertakt en verlengd. In 1894 werd Cricklewood, de wijk ten noorden van het station, toegevoegd aan de stationsnaam. Om de reistijd tussen de stad en de verafgelegen stations in het westen aanvaardbaar te houden besloot de MR rond 1910 tot de aanleg van extra sporen voor een sneldienst. De sporen van deze dienst werden tussen 1914 en 1916 langs de buitenkant van de sporen uit 1879 gelegd. Het eilandperron bleef bestaan en langs de sporen van de sneldienst werden zijperrons toegevoegd. Na de Eerste Wereldoorlog kwam de ontwikkeling van “metroland”, nieuwe woonwijken rond de verafgelegen stations, echt op gang. 
De stijging van het aantal reizigers betekende dat bij Finchley Road een flessehals ontstond bij de ingang van de tunnel onder de stad. Het stationsgebouw dwars boven de sporen werd in 1925 vervangen door nieuwbouw van de hand van Charles Walter Clark, de architect van de Metropolitan Railway. Het is een goed voorbeeld van zijn bouwstijl met de marmer witte faience als gevelbekleding die hij ook op vier stations in het centrum toepaste. De ruitvormige klok aan de gevel is ook typerend voor Clark. Het interieur van de stationshal is grotendeels in originele staat met de originele groene tessera mozaïek steentjes. Deze hal met tessera is een van de weinige overgebleven voorbeelden wat een van de redenen was om het station in 2006 op de monumentenlijst te zetten.

## London Transport
In 1933 werden de metrolijnen in Londen genationaliseerd in de London Passenger Transport Board (LPTB), kortweg London Transport. Destijds lag ten noorden van het station een goederenopslagplaats die tot 1966 in gebruik was. Ten behoeve van de opslag werden vanaf 1933 treinen van de LNER uit het noorden bij het depot van Neasden overgenomen en met stoomlocomotieven van de LPTB verder naar Willesden gereden werden. London Transport kon de underground ook als integraal systeem beheren en besloot om een aftakking van Baker Street naar Finchley Road aan de Bakerloo Line te bouwen om de flessehals op te heffen. De zijtak van de Bakerloo Line zou bestaan uit de stations van de stopdienst tussen Finchley Road en Wembley Park, twee nieuwe stations ten zuiden van Finchley Road en de in 1932 geopende aftakking naar Stanmore.  
De perrons van Willesden Green werden niet aangepast, maar de toevoeging Cricklewood verdween in 1938 uit de stationsnaam. Vanaf 20 november 1939, toen de nieuwe tunnels gereed waren, werd de stopdienst naar Stanmore gereden door de Bakerloo Line. In 1979 werd de Stanmore-tak onderdeel van de Jubilee Line die dat jaar op 30 april werd geopend, zodat Willesden Green onderdeel werd van de Jubilee Line. Door de zijperrons bij Willesden Green is het nog steeds mogelijk, om in geval van verstoringen of werkzaamheden op de Jubilee Line, dat de Metropolitan Line het station aandoet

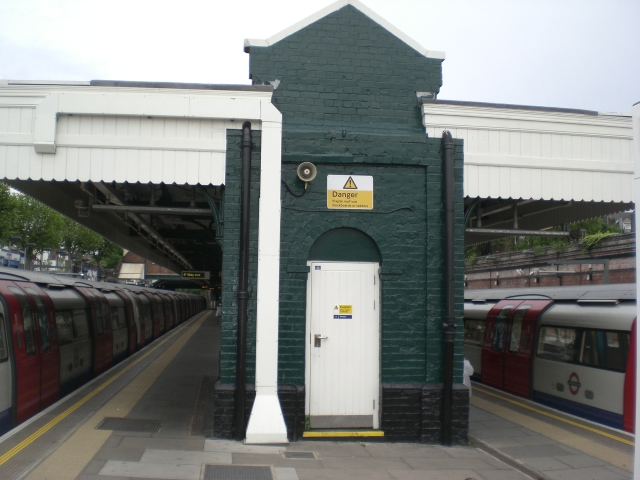
Het eilandperron
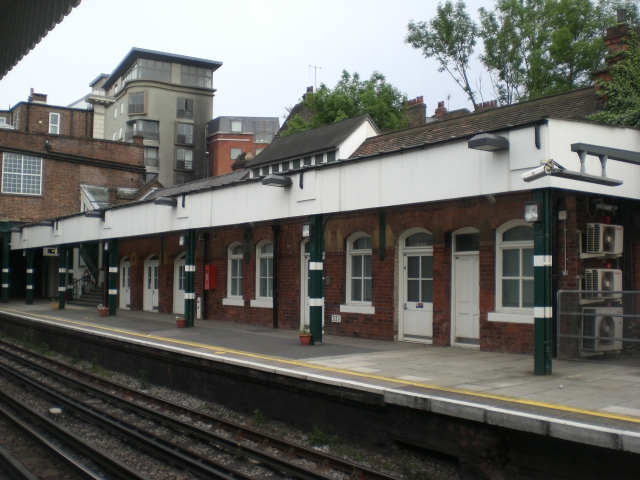
Het zuidelijke zijperron
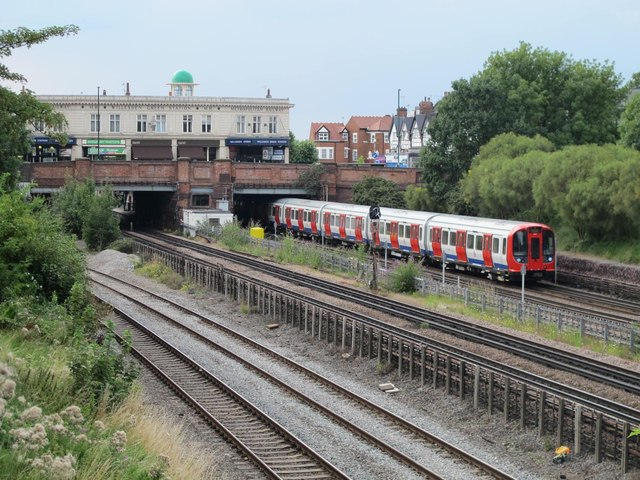
Het station gezien uit het oosten

## Reizigersdienst
De metro's op de Jubilee Line kunnen keren op een kopspoor tussen de sporen ten westen van het eilandperron. Dit gebeurt in normale dienst vier keer per uur, eveneens vier keer per uur rijden metro's naar Wembley Park. De overige 16 diensten per uur rijden  naar Stanmore. Aanvankelijk reden de metro's in de andere richting naar Charing Cross in het centrum. Sinds 1999 rijden de metro's naar het oosten over de Jubilee Line Extension langs de spoorwegstations op de zuidoever van de Theems. In de nachten van vrijdag op zaterdag en zaterdag op zondag rijdt de Night Tube zes keer per uur per richting.   
In een overstaptunnel van Embankment hangt een plattegrond waarop Willesden Green ten onrechte aan de Bakerloo Line ligt. Dit is het gevolg van een verwisseling met Willesdon Junction dat wel aan de Bakerloo Line ligt. 

Stanmore ·
Canons Park ·
Queensbury ·
Kingsbury ·
Wembley Park ·
Neasden ·
Dollis Hill ·
Willesden Green ·
Kilburn ·
West Hampstead ·
Finchley Road ·
Swiss Cottage ·
St. John's Wood ·
Baker Street ·
Bond Street ·
Green Park ·
Westminster ·
Waterloo ·
Southwark ·
London Bridge ·
Bermondsey ·
Canada Water ·
Canary Wharf ·
North Greenwich ·
Canning Town ·
West Ham ·
Stratford